# Жінвідділи
Жінвідділи — відділи комітетів КП(б)У з роботи серед трудящих жінок. Створені у вересні 1919 за рішенням ЦК РКП(б) після декларативного проголошення більшовицькою владою рівності між чоловіками й жінками у всіх сферах суспільного життя.
Жінвідділи мали завдання виховувати жінок «активними будівниками соціалістичного суспільства, забезпечувати широку участь жінок у суспільному виробництві й громадсько-політичному житті». У них були попередники — утворені наприкінці 1918 комісії з пропаганди й агітації серед жінок при місцевих парткомах. Від липня 1919 комісія з такими функціями працювала і при ЦК КП(б)У.
При жінвідділах функціонували постійно діючі делегатські збори, склад яких обирався терміном на 1 рік. Завідувачками Жінвідділом ЦК КП(б)У в різний час були В.Мойрова, О.Кравченко, М.Левкович, О.Пілацька, К.Самойлова та інші. В 1920—30-их роках Жінвідділ ЦК РКП(б)—ВКП(б) видавав журнал «Коммунистка», його редактором була дружина В. І. Леніна — Н.Крупська.
Постановою ЦК ВКП(б) від 5 січня 1930 жінвідділи ліквідовано. Функції проведення роботи серед жінок покладено безпосередньо на партійні організації. У Західній Україні жінвідділи існували в 1945—56 роках.